# Despoina Mpempedelī
Despoina Mpempedelī (in greco: Δέσποινα Μπεμπεδέλη, traslitterato anche come Despina Bebedeli o Bebedelli; Atene, 10 febbraio 1941) è un'attrice greca.

## Biografia
Despoina Mpempedelī è nata ad Atene, in patria è conosciuta principalmente per la serie televisiva Peri anemon kai ydaton (2000) e per i film L'eternità e un giorno (1998), The Last Homecoming (O teleftaios gyrismos, 2008), Black Field (2009).

### Vita privata
È sposata con Stelios Kafkarides con cui ha due figli, Theodoros e Marianna.

## Filmografia

### Cinema
- L'eternità e un giorno, diretto da Theo Angelopoulos (1998).